# Eridolius wahli
Eridolius wahli là một loài tò vò trong họ Ichneumonidae.